# Fibulomyces canadensis
Fibulomyces canadensis är en svampart som beskrevs av Jülich 1972. Fibulomyces canadensis ingår i släktet Fibulomyces och familjen Atheliaceae.   Inga underarter finns listade i Catalogue of Life.